# Wayne State Warriors
Los Wayne State Warriors (Guerreros de la Estatal Wayne) es el equipo deportivo que representa a la Universidad Estatal Wayne ubicada en Detroit, Michigan en la NCAA Division II como miembro de la Great Lakes Intercollegiate Athletic Conference (GLIAC) desde 1975 con 16 equipos deportivos.

## Historia
El programa deportivo fue creado en 1917 por el entonces director de atletismo David L. Holmes, cuando la universidad se llamaba Detroit Junior College. Holmes fue el entrenador de todos los equipos deportivos en sus primeros años. Su equipo de atletismo empezó a ganar reconocimiento nacional a partir de los años 1950; en sus primeros diez años, y pordujo dos atletas olímpicos durante la era victoriana en gimnasia. Aunque las mayores ambiciones para Wayne era enfrentar a equipos como Notre Dame y Penn State en los años 1920, la falta de infraestructura y recursos financieros para los atletas hacían que el programa atlético fuera pequeño.
En 1927, tres años después de que la universidad pasara a llamarse College of the City of Detroit, un grupo de estudiantes eligieron el nombre "Tartars" (Tartarios) como nombre para los equipos deportivos, por lo que se le empezó a conocer con el nombre Detroit Tartars. En 1934 la universidad pasó a llamarse Wayne University, y los equipos deportivos pasaron a llamarse Wayne Tartars hasta 1956 cuando el universidad pasa a llamarse Wayne State University y el equipo deportivo pasa a ser Wayne State Tartars. El nombre de Tartars lo usaron hasta 1999 cuando la universidad decidó cambiarlo por "Warriors" debido a que el nombre Tartar no era muy conocido por las personas y no sabían que era.
Como los Detroit Tartars, la universidad formó parte de la Michigan Collegiate Conference de 1927 a 1931. En 1946 Wayne University fue uno de los miembros fundadores de la Mid-American Conference en 1946, pero solo estuvo un año en la conferencia antes de abandonarla en 1947. En 1955 la universidad junto a, along with John Carroll Blue Streaks, Case Institute of Technology, y Western Reserve University formaron la Presidents' Athletic Conference (PAC). La universidad estuvo en la PAC hasta 1967 para ser un equipo independiente y más tarde unirse a la Great Lakes Intercollegiate Athletic Conference (GLIAC) en 1975.
Desde septiembre del 2000 Rob Fournier ha sido su director atlético. Erika Wallace es la jefa de operaciones.

## Deportes
| Masculino           | Femenino                       |
| ------------------- | ------------------------------ |
| Béisbol             | Baloncesto                     |
| Baloncesto          | Cross Country                  |
| Cross Country       | Esgrima                        |
| Esgrima             | Softbol                        |
| Fútbol americano    | Natación y Clavados            |
| Golf                | Tenis                          |
| Natación y Clavados | Atletismo (incluye bajo techo) |
| Tenis               | Voleibol                       |

### Béisbol
Wayne State ha tenido 6 selecciones en el draft de la Major League Baseball desde 1965.
| Año  | Nombre          | Ronda | Equipo    |
| ---- | --------------- | ----- | --------- |
| 1970 | Terence Cupples | 42    | Twins     |
| 1973 | John Shupe      | 10    | Yankees   |
| 1974 | Gregory Boos    | 30    | Mets      |
| 2005 | Steven Squires  | 49    | White Sox |
| 2008 | Anthony Bass    | 5     | Padres    |
| 2011 | Brett Shankin   | 28    | Mariners  |

### Esgrima
Wayne State contó con el dos veces olímpico Byron Krieger como el primer campeón del Intercollegiate Fencing Association/NCAA en florete en 1942. El tres veces olímpico Allan Kwartler también estudió en Wayne State.

### Fútbol Americano
El equipo jugó en la conferencia PAC entre 1955-1967 y en la Midwest Intercollegiate Football Conference de 1990-1998. Wayne State ha sido tres veces campeón de conferencia, una en GLIAC y dos en PAC. Los Warriors jugaron en el campeonato nacional de la Division II National en 2011, perdiendo ante los Pittsburg State Gorillas 21-35.
Algunos jugadores llegaron a la NFL como Vic Zucco, Richard Byas, Jr., Paul Butcher, Sr., Tom Beer y Joique Bell.

### Hockey Sobre Hielo
Antes sus equipos en masculino y femenino formaban parte de la NCAA Division I como miembros de la College Hockey America (CHA).  La universidad quitó su programa masculino al finalizar la temporada 2007-08, En 2011 quitó el programa femenil.

## Campeonatos

### Nacionales
| Esgrima (M)  | 1975, 1979, 1980, 1982, 1983, 1984, 1985 |
| Esgrima (F)  | 1982, 1988, 1989                         |
| Natación (F) | 2012                                     |

- Nota: Aunque WSU era equipo de la DII, la NCAA combinó las tres divisiones para el Torneo Nacional de Esgrima.

### Conferencia
I. GLIAC:
| Béisbol                | 1980, 1981, 1982, 1998, 2005, 2008, 2010                                                                   |
| Baloncesto (M)         | 1984, 1986, 1988, 1992, 1993, 1994, 1999, 2010, 2020                                                       |
| Baloncesto (F)         | 1980, 1981                                                                                                 |
| Cross Country (M)      | 2001 |
| Fútbol Americano       | 1976 |
| Golf (M)               | 2004, 2009                                                                                                 |
| Softbol                | 1981, 1983, 1985, 1986, 1988, 1989, 1990, 1992, 1993, 1994, 1995, 1996, 2002, 2003, 2006, 2007, 2008, 2010 |
| Natación (M)           | 2003, 2004, 2006, 2007, 2009, 2011, 2012, 2013, 2014                                                       |
| Natación (F)           | 2006, 2007, 2008, 2010, 2011, 2012, 2013, 2014, 2015                                                       |
| Atletismo (Bajo Techo) | 1976, 1977                                                                                                 |
| Atletismo              | 1975, 1976, 1977                                                                                           |
| Tenis (M)              | 1975, 1976, 1977, 1978, 1980, 1981, 2019                                                                   |
| Tenis (F)              | 1975, 1976, 1977, 1978, 1979, 1980, 1982, 1983                                                             |
| Voleibol (F)           | 1980, 1981, 1982, 1997, 1998, 1999                                                                         |

II. President's Athletic Conference:
| Béisbol           | 1959                                           |
| Cross Country (M) | 1960, 1961, 1963                               |
| Fútbol Americano  | 1957, 1965                                     |
| Golf (M)          | 1947                                           |
| Natación (M)      | 1963, 1964,                                    |
| Tenis (M)         | 1956, 1957, 1958, 1959, 1960, 1961, 1963, 1964 |

III. College Hockey America:
| Hockey Sobre Hielo (M) | 2001, 2002, 2003 |
| Hockey Sobre Hielo (F) | 2008             |